# Triade (musica)
In musica e, più precisamente, nell'armonia tonale si definisce triade la composizione di due intervalli armonici di terza, che sono la base della maggior parte degli accordi musicali:
|  |

Le specie armoniche delle terze coinvolte determinano il tipo di triade risultante.

## Triade maggiore
La triade maggiore si ottiene sovrapponendo un intervallo di terza maggiore e uno di quinta giusta a partire dalla stessa nota.
Questo significa che un accordo maggiore è composto da 3 note che hanno delle distanze fra loro sempre fisse e sono:
```
I        III                V
  2 toni     1 tono e mezzo
```

Nella tabella seguente è mostrata la composizione delle triadi maggiori.
| Fondamentale | Fondamentale | III maggiore | III maggiore | V giusta | V giusta | Composizione della triade | Composizione della triade |
| eng          | ita          | eng          | ita          | eng      | ita      | eng                       | ita                       |
| ------------ | ------------ | ------------ | ------------ | -------- | -------- | ------------------------- | ------------------------- |
| C            | Do           | E            | Mi           | G        | Sol      | C E G                     | Do Mi Sol                 |
| C♯           | Do♯          | E♯           | Mi♯          | G♯       | Sol♯     | C♯ E♯ G♯                  | Do♯ Mi♯ Sol♯              |
| D♭           | Re♭          | F            | Fa           | A♭       | La♭      | D♭ F A♭                   | Re♭ Fa La♭                |
| D            | Re           | F♯           | Fa♯          | A        | La       | D F♯ A                    | Re Fa♯ La                 |
| E♭           | Mi♭          | G            | Sol          | B♭       | Si♭      | E♭ G B♭                   | Mi♭ Sol Si♭               |
| E            | Mi           | G♯           | Sol♯         | B        | Si       | E G♯ B                    | Mi Sol♯ Si                |
| F            | Fa           | A            | La           | C        | Do       | F A C                     | Fa La Do                  |
| F♯           | Fa♯          | A♯           | La♯          | C♯       | Do♯      | F♯ A♯ C♯                  | Fa♯ La♯ Do♯               |
| G♭           | Sol♭         | B♭           | Si♭          | D♭       | Re♭      | G♭ B♭ D♭                  | Sol♭ Si♭ Re♭              |
| G            | Sol          | B            | Si           | D        | Re       | G B D                     | Sol Si Re                 |
| A♭           | La♭          | C            | Do           | E♭       | Mi♭      | A♭ C E♭                   | La♭ Do Mi♭                |
| A            | La           | C♯           | Do♯          | E        | Mi       | A C♯ E                    | La Do♯ Mi                 |
| B♭           | Si♭          | D            | Re           | F        | Fa       | B♭ D F                    | Si♭ Re Fa                 |
| B            | Si           | D♯           | Re♯          | F♯       | Fa♯      | B D♯ F♯                   | Si Re♯ Fa♯                |
| C♭           | Do♭          | E♭           | Mi♭          | G♭       | Sol♭     | C♭ E♭ G♭                  | Do♭ Mi♭ Sol♭              |

## Triade minore
La triade minore si ottiene sovrapponendo un intervallo di terza minore e uno di quinta giusta a partire dalla stessa nota.
Questo significa che un accordo minore è composto da 3 note che hanno delle distanze fra loro sempre fisse e sono:
```
I                IIIm        V
  1 tono e mezzo      2 toni
```

In altre parole l'accordo minore si ottiene abbassando di un semitono la seconda nota della triade maggiore corrispondente. Ad esempio l'accordo di Do minore è composto dalle note:
```
Do Mi♭ Sol
```

(da sistemare, queste in tabella solo le MAGGIORI non le MINORI)
Nella tabella seguente è mostrata la composizione delle triadi maggiori (da trasformare in minori).
| Fondamentale | Fondamentale | III maggiore | III maggiore | V giusta | V giusta | Composizione della triade | Composizione della triade |
| eng          | ita          | eng          | ita          | eng      | ita      | eng                       | ita                       |
| ------------ | ------------ | ------------ | ------------ | -------- | -------- | ------------------------- | ------------------------- |
| C            | Do           | E♭           | Mi♭          | G        | Sol      | C E G                     | Do Mi♭ Sol                |
| C♯           | Do♯          | E            | Mi           | G♯       | Sol♯     | C♯ E♯ G♯                  | Do♯ Mi Sol♯               |
| D♭           | Re♭          | F♭           | Fa♭          | A♭       | La♭      | D♭ F♭ A♭                  | Re♭ Fa♭ La♭               |
| D            | Re           | F            | Fa           | A        | La       | D F A                     | Re Fa La                  |
| E♭           | Mi♭          | G♭           | Sol♭         | B♭       | Si♭      | E♭ G♭ B♭                  | Mi♭ Sol♭ Si♭              |
| E            | Mi           | G            | Sol          | B        | Si       | E G B                     | Mi Sol Si                 |
| F            | Fa           | A♭           | La♭          | C        | Do       | F A♭ C                    | Fa La♭ Do                 |
| F♯           | Fa♯          | A            | La           | C♯       | Do♯      | F♯ A C♯                   | Fa♯ La Do♯                |
| G♭           | Sol♭         | A            | LA           | D♭       | Re♭      | G♭ B♭ D♭                  | Sol♭ Si♭♭ Re♭             |
| G            | Sol          | B♭           | Si♭          | D        | Re       | G B♭ D                    | Sol Si♭ Re                |
| A♭           | La♭          | C            | Do           | E♭       | Mi♭      | A♭ C E♭                   | La♭ Do Mi♭                |
| A            | La           | C            | Do           | E        | Mi       | A C E                     | La Do Mi                  |
| B♭           | Si♭          | D            | Re           | F        | Fa       | B♭ D F                    | Si♭ Re Fa                 |
| B            | Si           | D♯           | Re♯          | F♯       | Fa♯      | B D♯ F♯                   | Si Re♯ Fa♯                |
| C♭           | Do♭          | E♭           | Mi♭          | G♭       | Sol♭     | C♭ E♭ G♭                  | Do♭ Mi♭ Sol♭              |

## Triade aumentata o eccedente
La triade aumentata o eccedente si ottiene sovrapponendo un intervallo di terza maggiore e uno di quinta eccedente a partire dalla stessa nota.
Questo significa che un accordo aumentato è composto da 3 note che hanno delle distanze fra loro sempre fisse e sono:
```
I         III          Vaug
  2 toni       2 toni
```

## Triade diminuita
La triade diminuita si ottiene sovrapponendo un intervallo di terza minore e uno di quinta diminuita a partire dalla stessa nota.
Questo significa che un accordo diminuito è composto da 3 note che hanno delle distanze fra loro sempre fisse e sono:
```
I                IIIm                Vdim
  1 tono e mezzo      1 tono e mezzo
```